# Das Weib auf dem Tiere
Das Weib auf dem Tiere. Ein Drama ist ein Schauspiel von Bruno Frank. Die Uraufführung fand 1921 im Lobetheater Breslau statt. Die Regie führte Wilhelm Lichtenberg, und die Hauptrolle der Regine Conti spielte Maria Fein. Nach Bruno Frank hatte das Stück an deutschen Theatern einen großen Erfolg. 1936/1937 wurde die englische Bearbeitung des Stücks unter dem Titel Young Madame Conti. A Melodram in London und am Broadway aufgeführt.
Eine geschiedene Frau der gutbürgerlichen Gesellschaft prostituiert sich aus Enttäuschung über ihre Ehe in der ganzen Stadt. Sie verliebt sich rettungslos in einen Liederjahn, der ihr heiße Liebe vorspiegelt, und hält ihn mit ihren stattlichen Einkünften aus. Als sie erkennen muss, dass ihr Liebhaber sie verachtet und nur ihr Geld liebt, bringt sie ihn vorsätzlich um. Vor Gericht gesteht sie ihre Schuld ohne Wenn und Aber und ergibt sich widerstandslos in ihr Schicksal, weil das Leben keinen Wert mehr für sie hat. Sie wird zum Tod verurteilt, kann sich aber dank der Mithilfe eines Freundes durch Gift der Hinrichtung entziehen.
Hinweis:
- Römische Zahlen I–VI in Klammern, zum Beispiel (III): Nummer einer Szene.
- Arabische Zahlen in Klammern, zum Beispiel (77): Seitennummer der Druckausgabe #Frank 1921.1.

## Handlung
Ort der Handlung: ein Schwurgerichtssaal.
(I) In einem Vorspiel stimmen die Reinemachefrau und der Gerichtsdiener mit bayerischen Geplauder das Publikum auf die Atmosphäre ein. Arnold, ein Freund der Angeklagten, deutet dem Verteidiger an, dass er mit seiner Aussage die Angeklagte auch gegen ihren Willen vor dem Todesurteil retten könne. Publikum und Gericht ziehen ein, die Angeklagte wird hereingeführt und die Geschworenen werden ausgelost.
(II) Nachdem sich die Angeklagte weigert, über die Beweggründe ihrer Tat auszusagen, auch noch nach dem Ausschluss der Öffentlichkeit, schreitet das Gericht zur Zeugenvernehmung. Regines Zofe klagt, der verheiratete Stefan Horka, der Ermordete, sei ein Nichtsnutz und Spieler gewesen, der sich von ihrer Herrin aushalten ließ. Sein ehemaliger Freund Fahrenthold preist ihn hingegen als edlen, selbstlosen Mann: „Zu sich emporheben wollte er sie aus ihrem Schmutz …“ (54)
(III) Arnold dringt in den Gerichtssaal, und der Vorsitzende lässt ihn außer der Reihe als Zeugen zu. Nach seiner Aussage gestand die Angeklagte ihm den Grund für ihre Mordtat. Sie hatte zufällig in einem Café mitanhören müssen, wie ihr Geliebter sie im Gespräch mit seinem Freund in der unflätigsten Weise beschimpfte und verhöhnte. In diesem Moment brach für sie ihre Welt zusammen. Arnold gerät in hohe Erregung und wird ohnmächtig aus dem Saal getragen.

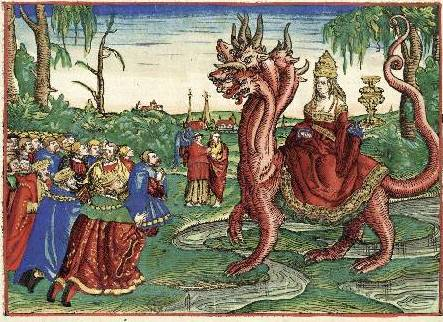
Das Weib auf dem Tiere, Holzschnitt aus der Lutherbibel, 1534.

Nun zögert die Angeklagte nicht länger, dem Gericht die Gründe für ihre Tat auseinanderzusetzen. Sie ist in ärmlichen, aber achtbaren Verhältnissen groß geworden. Hübsch wie sie war, heiratete sie den ersten reichen Mann, der sie nahm. Ihr Mann ließ sie fühlen, dass er sie „aus der Armut herausgezogen hatte“: „Er verfügte über mich, ich war für ihn ein Objekt.“ (72) Und er misshandelte sie aus sadistischer Lust. Nach der Trennung von ihrem Mann wurde sie zur „Geliebten einer ganzen Stadt“, wie ihr Verteidiger sie bezeichnet, oder zur „Freude einer ganzen Stadt“ (23), wie Arnold es ausdrückte, oder mit den Worten des Staatsanwalts: „die grosse  Babel, das Weib auf dem Tiere!“ (77).
Sie traf mit Stefan Horka zusammen und entbrannte in glühender Leidenschaft zu ihm. Seine Liebe wog ihr die Ächtung durch die Welt auf, ihm gehörte ihre ganze Leidenschaft, sie wollte ihm seine Liebe entgelten und warf ihm ihr „Sündengeld“ hinterher – bis sie eines Tages im Café zur Zeugin ihrer Schande wurde: „Fahrenthold, da spuck’ ich drauf. Kotzlangweilig ist sie mir. Ich kann Dir sagen, wenn das Geld nicht wäre …“ (79) In diesem Augenblick beschloss sie, das Leben des Verräters auszulöschen, ein Vorsatz, den sie nach wenigen Tagen ausführte.
(IV) Nach dem Geständnis der Angeklagten müssen die Geschworenen über ihre Schuld entscheiden. In dem nun folgenden Hauen und Stechen präsentieren sich die zwölf Geschworenen in einem prallen Gemälde unterschiedlichster menschlicher Temperamente und Charaktere, vom gnadenlosen, verhinderten Henker über den ewig hin- und herschwankenden Mitläufer bis zum mitfühlenden Menschenfreund. In der letzten Szene wird der Obmann der Geschworenen resigniert feststellen: „Ach, du lieber Gott, unter zwölf Leuten sind immer neun Dummköpfe und sechs Lumpen.“ (115) Die Geschworenen sprechen die Angeklagte mehrheitlich schuldig, und der Richter verkündet das Todesurteil.
(V) In einem Traumgesicht erblickt der Vorsitzende, der das Todesurteil nur widerwillig gesprochen hatte, die Angeklagte auf seinem Stuhl im Gerichtssaal, sich selbst als Angeklagten und einen Chor von Frauen („Stimmen“) auf der Geschworenenbank. Es treten drei Frauen auf: Das Mädchen, Die Geliebte und Die Gattin, die alle den Vorsitzenden (oder den Mann in ihm?) verklagen. Die Richterin jedoch weist alle Klagen ab mit den Worten: „Schicksal, Schicksal, nicht Schuld.“ (106)
(VI) Vor der geplanten Hinrichtung treffen sich Richter, Staatsanwalt und Geschworenenobmann im Gerichtssaal. Der Verteidiger kommt hinzu und verkündet den Selbstmord der Angeklagten durch Gift. Später gesteht Arnold seinem Vater, dass er ihr das Gift gegeben hat.

## Personen

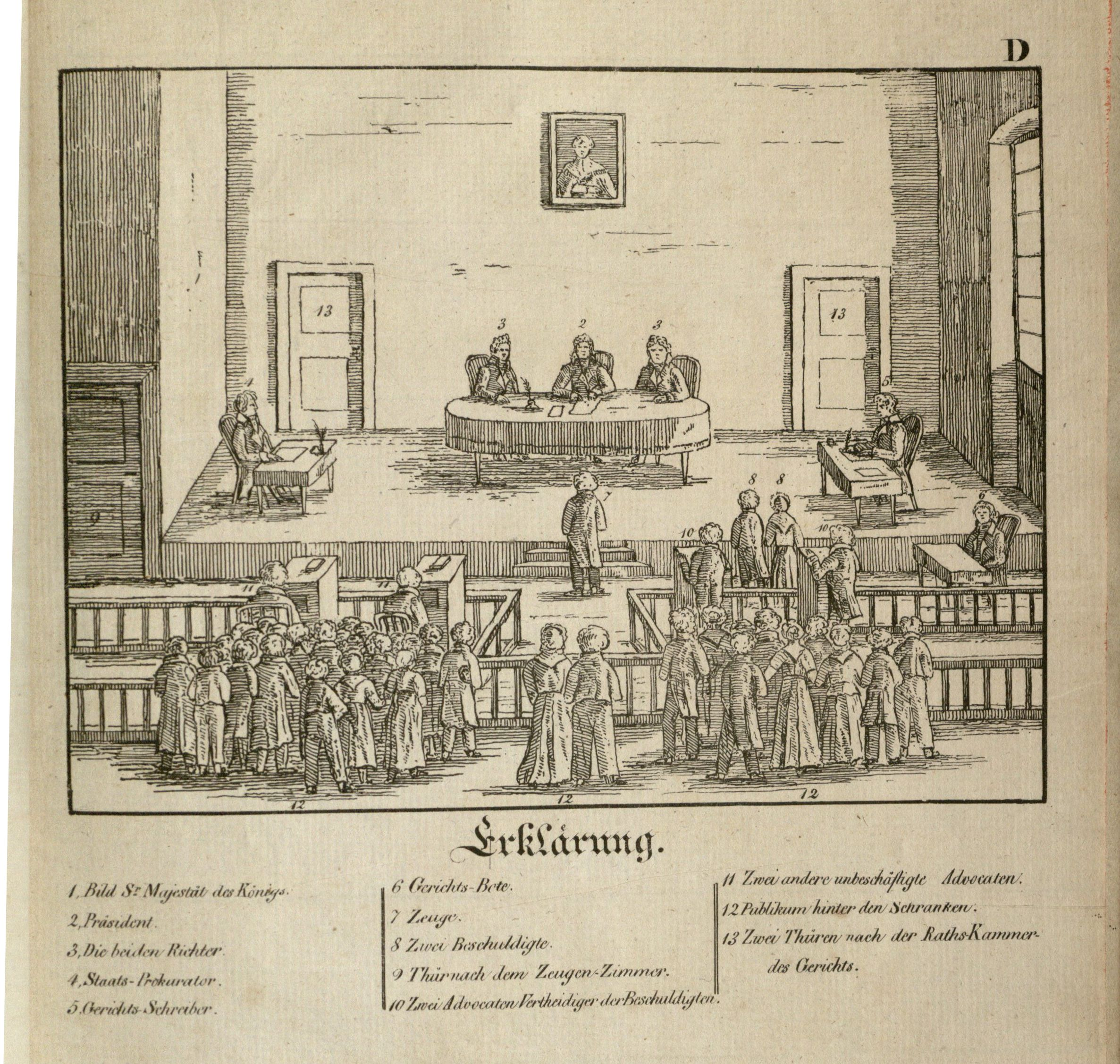
Gerichtssitzung in Frankenthal, 1824.

### Angeklagte
- Regine Weber, genannt Conti, „schöne, stattliche Frau“, 30 Jahre, Mörderin ihres Geliebten Stefan Horka.

### Gericht
- Vorsitzender: Landgerichtspräsident Zimmermann.
- Beisitzer: Landgerichtsrat Crusius, Landrichter Becker.
- Staatsanwalt: ein eiskalter Paragraphenreiter, eine „Anklagemaschine“.
- Verteidiger: Dr. Reuchlin.

### Geschworene
- Obmann, Heimerding, Meidel, neun andere.

### Zeugen
- Arnold Zimmermann, Gymnasiast, 18 Jahre, Sohn des Landgerichtspräsidenten.
- Fräulein Betty Wanninger, „schlanke, hübsche Person“, 25 Jahre, Zofe der Conti.
- Otto Fahrenthold, Schauspieler, 34 Jahre, ledig, Freund des Ermordeten.
- Frau Sophie Horka, „unauffällige Frau“, 36 Jahre, Frau des Ermordeten.

### Personal
- Lechner, Gerichtsdiener.
- Frau Ebersbacher, Reinemachefrau.

### Traumgestalten
- Im Traum der Szene V treten auf: Regine Conti, Das Mädchen, Die Geliebte, Die Gattin.

## Entstehung
Das Schauspiel „Das Weib auf dem Tiere“ war Bruno Franks fünftes Theaterstück. Von 1916 bis 1919 hatte er die beiden Komödien „Die treue Magd“ und „Bibikoff“ und die beiden Schauspiele „Die Schwestern und der Fremde“ und „Die Trösterin“ geschaffen. Einige Jahre später äußerte er, vielleicht etwas kokett, er betrachte seine Bühnenstücke nicht als eine dichterische Leistung, sondern als Einnahmequelle, „um die größte Ruhe und Bequemlichkeit zum Schreiben meiner Romane zu erreichen“. Jedenfalls zeigte er eine angeborene Begabung als Bühnenautor, und seine Stücke lassen nicht den Schluss zu, dass er sie nur aus Gründen des Broterwerbs schrieb.
Es ist nicht bekannt, ob und welcher reale Kriminalfall Bruno Frank die Vorlage für sein Stück lieferte. Ein Jahrzehnt zuvor hatte er eine Novelle veröffentlicht, „Die Mutter einer ganzen Stadt“, die einen Anklang barg zu der „Geliebten der ganzen Stadt“, die den Mittelpunkt seines Schauspiels bildet. In der Novelle schilderte er eine (ehrenhafte) Frau, der es durch ihren persönlichen „Zauber“ gelingt, ein verschlafenes Provinznest aus dem Dornröschenschlaf zu erwecken. In anderen Novellen und Schauspielen schilderte Bruno Frank als Anhänger von Schopenhauers Mitleidsethik immer wieder Personen, die aus den unterschiedlichsten Motiven durch ihre ungewöhnliche Handlungsweise andere Menschen beglücken. In diese Reihe passt Regine Conti, die in den Augen ihres jungen Verehrers Arnold als Prostituierte zur „Freude einer ganzen Stadt“ (23) wird.
Den Titel des Stücks übernahm Bruno Frank aus einer flammenden Rede, die er den Staatsanwalt halten lässt, einen unerbittlichen Vertreter von Sitte und Ordnung (77):

„Meine Herren Geschworenen, Sie sind christliche Männer, Sie kennen die heilige Offenbarung Johannis. Sehen Sie, erkennen Sie, wer sich vor Ihnen bläht: die grosse Babel, das Weib auf dem Tiere! Erkennen Sie die, die bekleidet ist mit Purpur und Scharlach und auf ihrer Stirn geschrieben ein Name, ein Geheimnis: die Mutter der Unzucht und aller Greuel auf Erden!“

Nach Ludwika Gajek glich Bruno Franks Stück „in manchem der hier unlängst so erfolgreichen Lulu Frank Wedekinds“. Auch auf „die bedenkliche Ähnlichkeit der Fabel“ mit dem Stück Das Geständnis (The woman, who killed the man) von Ernst Vajda wurde verwiesen, ein „amerikanisches Sensationsstück“, das wenige Monate vorher im Hamburger Thaliatheater gespielt wurde und im Februar 1921 unter dem Titel „Die Schuld der Lavinia Morland“ als Spielfilm herauskam. Die Parallelen sind jedoch rein äußerlicher Natur und stützen sich lediglich auf das enthemmte, selbstbestimmte Handeln der weiblichen Hauptpersonen. Erich Freund meinte dazu: „Natürlich ist nicht anzunehmen, daß ein Schriftsteller vom Range Franks ein Plagiat begangen hat, noch dazu an einem frisch im Gedächtnisse haftenden Sensationsschmarrn.“

## Aufführungen

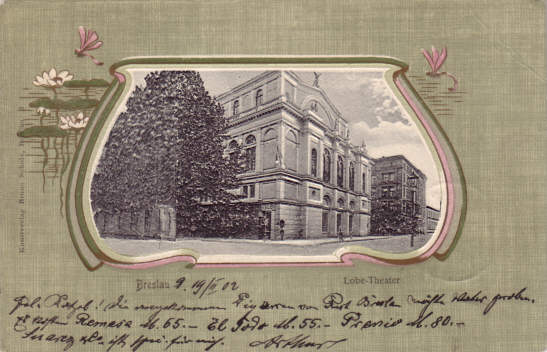
Lobetheater, um 1902.

Die Uraufführung fand am 27. September 1921 im Lobetheater Breslau statt. Es war die erste Uraufführung unter Paul Barnay, der von 1921 bis zur Machtergreifung durch die Nazis 1933 die Intendanz des Theaters innehatte. Die Regie führte Wilhelm Lichtenberg (1892–1960), und die Hauptrolle der Regine Conti spielte Maria Fein. Das Publikum wurde in die Gerichtsverhandlung mit einbezogen, wie Bruno Frank in seinem später erschienenen Textbuch berichtete: „Bei der Uraufführung in Breslau … war bei Fortfall des Vorhangs das Publikum der Gerichtsverhandlung mit dem Theaterpublikum gleichgesetzt. Eine Reihe von Zwischenrufen kamen aus dem Parkett.“ Auf den zeitweisen Ausschluss der Öffentlichkeit, wie es die Regieanweisung vorschrieb, wurde verzichtet (wie Bruno Frank etwas belustigt anfügte).
Das Stück war in Breslau ein großer Erfolg und wurde mindestens 50 Mal gegeben. Mitte 1922 konnte Bruno Frank feststellen, das Drama sei mit weiteren Aufführungen in Leipzig, Frankfurt, München und Hannover ein großer Erfolg gewesen, „nur in Berlin ist es durch das glückliche Zusammenwirken von Viehhändlern und Philologen zu Fall gekommen. Es ist kein gutes Stück, aber es um den Erfolg zu bringen, muss nicht leicht sein.“
Die englische Bearbeitung des Stücks kam unter dem Titel „Young Madame Conti. A Melodram“ heraus. Es wurde am 19. November 1936 im Savoy Theatre in London erstaufgeführt und erlebte 50 Aufführungen bis zum 2. Januar 1937. Die Hauptrolle spielte die Film- und Theaterschauspielerin Constance Cummings, die mit Benn W. Levy verheiratet war, einem der beiden Bearbeiter. Am 31. März 1937 wurde das Stück im Music Box Theatre am Broadway in New York erstaufgeführt, ebenfalls mit Constance Cummings und einigen anderen Darstellern der Londoner Inszenierung. Das Stück erlebte 22 Aufführungen bis Ende April 1937.

## Rezeption
Der Kritiker Erich Freund, der die Uraufführung miterlebte, urteilte sehr abfällig über das Stück. Er erhob den moralischen Zeigefinger, ganz so, wie der Staatsanwalt im Stück es tat:

„[Die Uraufführung] brachte denen, die Bruno Franks sanftes, von melancholischen Nachdenklichkeiten umsponnenes Schauspiel ‚Die Schwestern und der Fremde’ kennen, eine Überraschung. Leider keine angenehme. Frank hat nämlich diesmal ein handfestes Kriminalstück gezimmert, das von A bis Z im Schwurgerichtssaal verharrt und einem dramatisierten Gerichtszeitungsbericht ähnlich sieht wie ein Ei dem anderen.“

„Aber Regina, die ihr Gewerbe weiter ausübt, während sie ‚wahrhaft liebt’, hat doch wohl kein Recht, rabiateste Rache zu üben, als sie bei ihrem Zuhälter, den sie mit dem Gelde der anderen bezahlt, auf krasse Undankbarkeit stößt. Der urteilsfähige Hörer, der dem Autor nicht willenlos auf seinen Wegen folgt, hat das bedrückende Gefühl, daß Frank sein ethisches Plädoyer für die Mörderin aus Liebe an falscher Stelle hält, daß er ein Weib moralisch reinwaschen will, das zu schmutzig ist, um je rein werden zu können.“

Stefan Großmann war für die Uraufführung aus Berlin angereist. Seine sehr subjektive Kritik hob sich angenehm ab von der moralinsauren Haltung Erich Freunds.

„Etwas kokett lobte der Kritiker die vermeintlich ‚männerfeindliche Gesinnung’ des Werkes – die Frank kaum im Sinn hatte“

und urteilte weiter:

„[Um der Hauptdarstellerin willen,] wenn schon nicht um Bruno Franks willen, hätten ein Dutzend Direktoren im Zuschauerraum sitzen müssen. Aber nicht Einer war da. Keiner sah die Gebanntheit des Publikums, keiner spürte die angenehme Pädagogik des feurigen Werks, keiner merkte, daß hier ein deutscher Stückebauer einen der Erfolge erzwungen hatte, die der deutsche Spielplan braucht.“

„Bruno Franks Schauspiel zeigt eine Geschworenenberatung, wie sie Th. Th. Heine zeichnen würde. Bilder aus einem Bürgerleben. Nicht mit pathetischem Ingrimm, sondern mit gelassenem, fast liebendem Hohn gezeichnet.“

Der Kritiker L. D. bespricht in der Jüdisch-liberalen Zeitung vom 14. Januar 1921 die Aufführung des Stücks im Kleinen Theater Berlin:

„Der junge, jüdische aus Stuttgart stammende Verfasser … ist in der modernen Literatur kein Unbekannter mehr. … Wie so manche der jung-jüdischen Autoren … zählt er zu den Mitleidsdichtern, deren Ringen nach einem höheren Ethos und einer besseren Gesellschaftsordnung etwas Erschütterndes und fast Heiliges an sich hat.“

Ludwika Gajek konstatierte 2008 in ihrer Untersuchung über „Das Breslauer Schauspiel im Spiegel der Tagespresse“:

„Maria Fein gestaltete die große Hetäre als hoheitsvolle Dulderin durchaus nach dem Willen des Autors, der in der sentimentalen Motivierung der Edelhuren-Existenz im Konventionellen stecken blieb.“

„Die stürmische Begeisterung des Auditoriums ließ keinen Zweifel, dass die neue Direktion mit dieser Uraufführung einen Publikumserfolg aus der Taufe hob. Der ‚Wettlauf mit den Entzückungen der Flimmer-Leinwand’ (Erich Freund) begann.“

Bruno Franks Biograph Sascha Kirchner beurteilte 2009 das Stück unter heutigem Blickwinkel:

„Publikumswirksam war das Schauspiel; seine Spannung bezog es aus der einfachen Grundidee und der Konzentration auf die Hauptperson. ‚Pädagogisch’ wirkt das Drama auf den heutigen Leser nicht, denn die Frage, ob Regine Conti einer höheren Gerechtigkeit gehorcht und darum straflos bleiben solle, wird zwar implizit beantwortet – eine ‚Lehre’ hinsichtlich der gesellschaftlichen Verhältnisse aber wird dem Zuschauer vorenthalten. Frank hatte nichts mit jenem ‚engagierten’ Theater zu tun, das in den zwanziger Jahren in den Stücken Brechts oder den Inszenierungen Piscators rasch an Bedeutung gewann. Ihm lag an einer dramatischen Kunst, die für sich selbst besteht und nicht erst durch den Bezug auf die außerliterarische Wirklichkeit legitimiert werden muß.“

Susan Rusinko schrieb 1994 über die englische Version des Stücks (Young Madame Conti):

“Demystified of its potential murder-mystery-thriller aura and even of the usual courtroom suspense, the drama is a study of the psychopathic reaction to the general injustice of a society.”

“Critics have faulted the play for the absence of some redemptive insight or moral affirmation, thus the lack of positive nature of classical tragedy and the narrow skirting of the psychological analysis of the criminal mind as in Dostoevskian characters.”

## Zitate
- Gerichtsdiener: Ma soll nie was sagen, wenn ma net gfragt wird, Frau Ebersbacher. Bei Gricht zwamal net. (15)
- Arnold: Aber dass sie sterben will! Dass so etwas möglich ist! Wieviele leben mit einer blutigen Tat auf dem Herzen. Jetzt, nach dem Krieg: – alle Männer in Europa haben blutige Hände und leben doch gern und trinken und heiraten! (21)
- Verteidiger: Die Geliebte einer ganzen Stadt. Die Schande einer ganzen Stadt. – Arnold: Ich sage: die Freude einer ganzen Stadt. (23)
- Regine Conti: Es hat mir nie einleuchten wollen, dass diese Erde ein Jammertal sei. Warum soll man leben ohne Freiheit und ohne Freude. Es gibt schöne Lehren hierüber, aber einen Grund gibt es nicht. – Landrichter Becker: Die Religion hat Gründe. – Regine Conti: Wer Religion besitzt, der hat in ihr seine Freude und seine Freiheit. (73)
- Staatsanwalt zu den Geschworenen: Sie sind auserwählt, mehr zu verurteilen, als eine einzelne Schuldige! Der Geist einer ganzen Epoche der Unsittlichkeit steht vor Ihnen und bekennt sich frech. Meine Herren Geschworenen, Sie sind christliche Männer, Sie kennen die heilige Offenbarung Johannis. Sehen Sie, erkennen Sie, wer sich vor Ihnen bläht: die grosse Babel, das Weib auf dem Tiere! Erkennen Sie die, die bekleidet ist mit Purpur und Scharlach und auf ihrer Stirn geschrieben ein Name, ein Geheimnis: die Mutter der Unzucht und aller Greuel auf Erden! (77)
- Geschworener zu seinen Kollegen: Ich will den Herren nämlich bloss ins Gedächtnis rufen, dass wir die Macht sind, die unangreifbare Macht. Wenn wir sagen „Mord“, dann heisst’s Kopf weg. Und ich meine, wir sagen: Kopf weg. Das sind wir der Gesellschaft schuldig. Dem sittlichen Bau der Welt sind wir das schuldig. (85-86)
- Obmann der Geschworenen: Ach, du lieber Gott, unter zwölf Leuten sind immer neun Dummköpfe und sechs Lumpen. (115)

## Druckausgabe
- Bruno Frank: Das Weib auf dem Tiere. Ein Drama. München: Drei Masken, 1921.

## Übersetzungen
- Bruno Frank; Hubert Griffith (Übersetzung); Benn W. Levy (Übersetzung): Young Madame Conti. A Melodrama in Three Acts, a Prologue and an Epilogue. Adapted from the German of Bruno Frank by Hubert Griffith and Benn W. Levy. London: 1938.

Vor seiner Emigration nach den USA lebte Bruno Frank von 1934 bis 1936 im Winter in London, wo er auch die Vermarktung seiner Werke betrieb. Dort konnte er die beiden Dramatiker Hubert Griffith (1896–1953) und Benn W. Levy (1900–1973) dazu gewinnen, sein Stück in einer englischen Bearbeitung herauszubringen.
Sie stellten dem Stück ein Vorspiel voran, das den Zuschauer in die Mordnacht versetzt. Das Vorspiel bricht ab, als Madame Conti die Waffe auf den Geliebten richtet, und der Zuschauer bleibt im Ungewissen. In den drei Akten der Haupthandlung durchlebt Madame Conti vor den Augen des Publikums eine Gerichtsverhandlung, aber erst am Ende wird klar, dass sich alles nur in ihrer Phantasie abgespielt hat. Im Nachspiel erschießt sie den Geliebten und bricht unter einem grässlichen Lachkrampf zusammen.